# Социал-демократическая партия Швейцарии
Социа́л-демократи́ческая па́ртия Швейца́рии (СДПШ) (нем. Sozialdemokratische Partei der Schweiz, фр. Parti socialiste suisse, итал. Partito Socialista Svizzero, романш. Partida Socialdemocrata de la Svizra) — политическая партия социал-демократического толка в Швейцарии, одна из крупнейших политических сил страны.
Впервые СДПШ была создана в 1870 году при участии Германа Грейлиха, впоследствии возглавлявшего её правое крыло, но уже через два года прекратила существование. Партия была воссоздана Альбертом Штеком в октябре 1888 года и вскоре стала главной оппозицией господствовавшей в парламенте фракции радикалов. В ноябре 1918 года СДПШ вместе с Объединением швейцарских профсоюзов призвала рабочих к всеобщей забастовке; хотя последняя была неудачной, но правительство пошло на уступки, введя пропорциональную избирательную систему, благодаря которой в 1919 году социалисты добились больших успехов на выборах в Национальный совет. 
Левое крыло СДПШ во главе с Фрицем Платтеном создало в 1919 году Коммунистическую партию Швейцарии, на базе которой в 1944 году была создана Швейцарская партия труда. Сама СДПШ на волне революционного подъёма в 1920 году объявила себя сторонницей диктатуры пролетариата, но вскоре вернулась на более умеренные реформистские позиции. С 1943 года (с перерывом в 1953—1959) постоянно имеет представителей в Федеральном совете Швейцарии.
В настоящее время партия является второй по представительству в Национальном совете после Народной партии, располагая с 2015 43 из 200 мест, и представлена в Федеральном совете двумя членами. 
Среди членов партии также Рут Дрейфус, первая женщина — президент Швейцарии.
Политическая программа партии среди прочего содержит требование вступления страны в ЕС, хотя СДПШ выступает против членства в НАТО. Кроме этого, СДПШ также поддерживает легализацию марихуаны.

## Организационная структура
СДПШ состоит из кантональных секций, кантональные секции из местных секций. Высший орган — съезд (parteitag), между съездами — правление (parteivorstand), исполнительный орган — президиум (praesidium), 
Кантональные секции
Кантональные секции соответствуют кантонам. Высший органы кантональной секции — кантональный съезд, между кантональными съездами — кантональное правление.
Местные секции
Местные секции соответствуют города, общинам или городским районам. Высший оган местной секции — общее собрание местной секции, между общими собраниями местной секции — правление местной секции.